# Amynandros
Amynandros (lat. Amynander, gr. Ἀμuνανδρος, fr. Amynandre) est un souverain athamane de la fin du IIIe siècle et du début du IIe siècle avant notre ère. 
Roitelet d'un territoire montagnard du massif du Pinde, coincé entre l'Épire et la Thessalie, il parvient, grâce à une active politique étrangère, à s'imposer comme un interlocuteur incontournable dans la Grèce du tournant du IIe siècle. Il est d'ailleurs le premier roi invité à Rome depuis la chute de Tarquin le Superbe.
Les sources littéraires et épigraphiques laissent à penser que son règne ne commença qu'au début de la deuxième guerre de Macédoine. Cependant, son activité diplomatique est connue dès les dernières années de la première guerre de Macédoine. Tissant des alliances (parfois de très courte durée) avec les Étoliens, les Macédoniens, les Séleucides et les Romains, il sut profiter des conflits de ses voisins pour agrandir son territoire aux dépens de tous. Ayant pris le parti du roi séleucide Antiochos III durant la guerre antiochique il retourne dans l'alliance de Rome en 189 avant notre ère et en tant que médiateur, il joue un rôle capital dans la reddition de la cité étolienne d'Ambracie au consul romain Nobilior.

## Amynandros dans les sources

### Les sources littéraires de la vie d'Amynandros d'Athamanie
Les trois principales sources littéraires de la vie d'Amynandros d'Athamanie sont Polybe, Tite-Live et Appien. Il est également cité épisodiquement par Strabon, Diodore de Sicile ou encore Zonaras. Sur lui les visions divergent, tout comme la portée prêtée à son influence.
Là où il est un roi prudent ainsi qu'un habile stratège et poliorcète chez Tite-Live, on le retrouve faible et incapable chez Appien comme chez Polybe. Ceci s'explique probablement par le parti pris des auteurs. Pour Tite-Live, Amynandros tient une place importante dans l'histoire de la conquête romaine de la Grèce, puisqu'il est l'un des premiers alliés de Rome de en Grèce. S'il ne joue pas un rôle important du point de vue militaire, l'influence diplomatique du roitelet Athamane et sa maîtrise de certaines voies de communication à travers le massif du Pinde servent alors les intérêts de la République. De plus, à côté de chefs barbares illyriens et dardaniens et de la versatile confédération étolienne, Amynandros fait office de meilleurs alliés pour Rome au moment de la deuxième guerre de Macédoine. Pour Polybe et Appien, le roi des Athamanes est un personnage marginal. Il a le caractère intrigant et manipulable commun aux personnages qui gravitent autour de la confédération étolienne et les généraux romains du tournant du deuxième siècle.

### Amynandros dans les sources épigraphiques
Dans les inscriptions Amynandros ne reçoit jamais le titre royal. Dans deux cas, il est associé à son prédécesseur, le roi Théodoros. Ils signent la reconnaissance des droits d'asylia et d' aphorologesia du sanctuaire de Dionysos de Téos vers 203 av. J.-C. et vers 199 av. J.-C. le statut de théorodoque (hôtes et protecteurs des théores) leur est attribué par le sanctuaire de Delphes. 
On le retrouve peut-être dans une inscription de Mélitéa de Phtiotide sous le nom « Amynandros fils de Machaeios » (gr. Ἀμύνανδρος  Μαχάειος). Le titre royal y est également absent. Dans cette inscription, probablement pas postérieur à 198 av. J.-C. un certain Amynandros a offert dix talents à la cité pour la réfection de ses fortifications et de sa porte. Il est en général admis que l’Amynandros en question ne peut être que le roi des Athamanes puisque la somme de dix talents est trop élevée pour avoir été payé par un particulier.

## Biographie

### Famille
Bien qu'on sache, comme l'a montré Welwei, qu'Amynandros a bien été roi des Athamanes en 198 av. notre ère et que, comme l'écrit Tite-Live, il était un roi fils de roi puisqu'il exerçait un pouvoir « ancestral et légitime » (« patrium ac legitimum ») dans le « royaume de ses pères » (« peternum regnum »), les sources littéraires ne nous permettent pas de connaître sa généalogie. 
On ne connaît, Amynandros à part, que deux personnages dont on peut affirmer qu'ils furent rois d'Athamanie : 
- Amynas, roi d'Athamanie vers de 220 av. notre ère, il est uniquement mentionné par l'historien Polybe. En 221, lors de l'entrevue de Naupacte, il œuvre au rapprochement de la Confédération étolienne et de son parent par alliance, le régent d'Illyrie Skerdilaïdas (en)[11].
- Théodoros, roi d'Athamanie durant la première guerre de Macédoine et probablement jusqu'en 200 av. notre ère, il est inconnu des sources littéraires. Il n'apparait que dans les inscriptions de Delphes et de Téos cités plus haut. On lui prête la fondation de la ville athamane Theudoria cité par Tite-Live[12].

Si on sait que, durant le règne de Théodoros d'Athamanie, Amynandros exerça déjà une partie du pouvoir, il ne nous est pas possible d'établir de liens familiaux entre tous ces personnages. De plus, si l'inscription de Mélitéa de Phtiotide cité plus haut concerne effectivement le roi des Athamanes, celui-ci aurait pour père un certain Machaeios. Nous ne savons rien de ce Machaeios mais le pouvoir « ancestral » d'Amynandros tendrait à prouver qu'il faisait bien partie de la famille régnante. 
On ne connait qu'un seul mariage à Amynandros d'Athamanie. C'est probablement après la paix de Phoiniké de 205 av. notre ère qu'Amynandros épouse Apama de Mégalopolis. Elle est fille d'un certain Alexandre de Mégalopolis, un Macédonien devenu citoyen de la cité de Mégalopolis dans le Péloponnèse, qui prétendait descendre de Philippe II de Macédoine et d'Alexandre le Grand. Cette union conduit au rapprochement d'Amynandros et du roi séleucide Antiochos III par le truchement de Philippe de Mégalopolis, frère d'Apama et lieutenant d'Amynandros.              
On ne lui connaît également qu'un seul descendant du nom de Galaistès (gr. Γαλαἰστης). Il nous est connu par un fragment de Diodore de Sicile et des papyrus. Rentré au service de Ptolémée VI Philométor après 168 av. notre ère, il commande l'armée lagide en Syrie contre Alexandre Balas en 150 av. notre ère et en 145 av. notre ère, tombé en disgrâce sous Ptolémée VIII il fuit en Grèce pour y préparer un coup d'état contre le roi lagide. Son entreprise échoue et ses domaines, reçus de Ptolémée VI, lui sont confisqués.